# Antonio Possevino

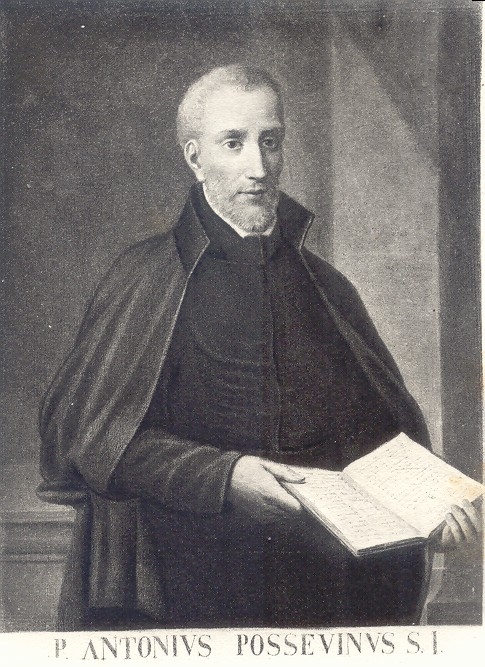
Possevino in een boek uit 1893

Antonio Possevino (Antonius Possevinus) (Mantua, 1533/1534 – Ferara, 26 februari 1611) was een Italiaanse jezuïet en voorvechter van de contrareformatie. Hij was theoloog, encyclopedist, bibliograaf en pauselijk gezant. Hij werd door paus Gregorius XIII voor allerlei diplomatieke zendingen gebruikt. Tussen 1578 en 1586 was hij vicaris-generaal van Zweden, Denemarken en Barbarije, Lijfland, Rusland, Hongarije, Pommeren en Saksen. Hij was de eerste jezuïet die als pauselijke afgevaardigde Moskovië bezocht.
In 1580 zocht Iwan IV steun bij paus Gregorius XIII om te bemiddelen in de oorlog tegen Stephanus Bathori van Polen. Iwan IV bood van zijn kant hulp in de oorlog tegen de Turken. De paus bood zijn hulp als bemiddelaar graag aan en zag in de toenadering van de tsaar een kans tot herstel van de eenheid in de Katholieke Kerk. In 1581 zond paus Gregorius XIII Antonio Possevino naar het hof van Iwan de Verschrikkelijke. Hij liet zich vergezellen door Franciscus Haraeus.
Zij verbleven 28 dagen aan het hof van Iwan IV en vertrokken met vredesvoorwaarden van Iwan naar het Poolse leger bij Pleskau. De onderhandelingen leidden in het begin van 1582 tot de vrede van Jam Zapolski, een tienjarige wapenstilstand.

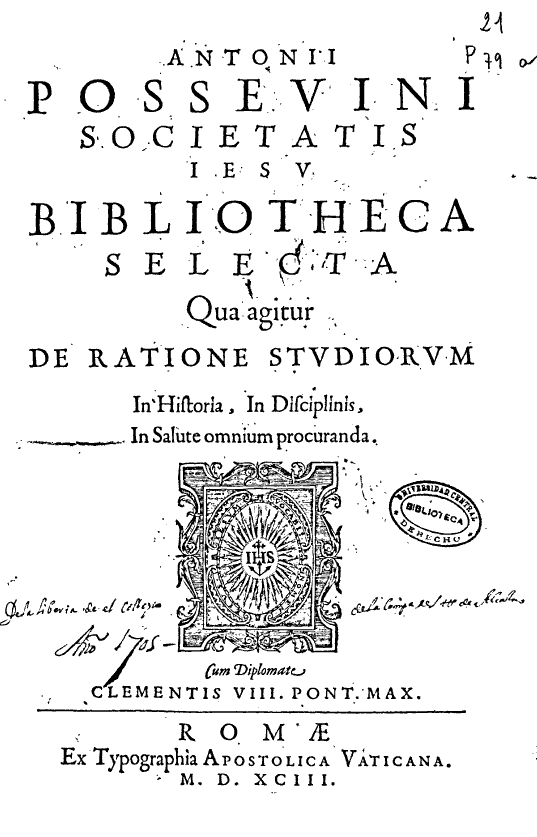
Titelblad van Bibliotheca selecta

Na de vrede ging Possevino terug naar Moskovië om te werken aan het doel de kerken te verenigen. Iwan had daar niet van willen horen alvorens de vrede getekend zou zijn. Possevino hield een publieke discussie met Iwan over geloofszaken en probeerde hem over te halen. Iwan de Verschrikkelijke stond de jezuïet te woord maar gaf niet toe. Hij werd woedend en dreigde Antonio te vermoorden. De uitoefening van de Rooms-katholieke godsdienst bleef in Rusland verboden.
Na de dood van zijn beschermheer Bathory einde 1586 werd Possevino uit Rome verbannen naar Venetiaans grondgebied, hij was te politiek. In Padua begon hij aan zijn wetenschappelijke project, het samenstellen en organiseren van de bibliotheek van de katholieke leer. Daarnaast was hij actief in het pastorale werk in zijn geboortestreek Mantua en aan het hof van hertog Vincenzo Gonzaga. Twee missies over de status van de jezuïeten in Frankrijk bracht hem in hernieuwd contact met de koning Henri IV.
Na het interdict van 1606 van paus Paulus V werd Antonio Possevino naar Ferrara gestuurd, waar hij onder verschillende pseudoniemen polemische stukken schreef. Na zijn rol als de politieke jezuïet in de Contrareformatie bij uitstek te hebben overleefd stierf hij in 1611 in Ferrara.

## Werk
Zijn bekendste werk is Apparatus sacer ad scriptores Veteris et Novi Testamenti, kortweg Apparatus sacer genoemd. Het is een overzicht van verschillende interpretaties van het Oude en het Nieuwe Testament door zesduizend auteurs, van de kerkvaders tot aan tijdgenoten van Possevino. Het is in drie delen gedrukt in het begin van 17de eeuw. 
 Een ander bekend werk is Bibliotheca selecta uit 1593. (Volledige titel: Bibliotheca selecta de ratione studiorum in Historia, In Disciplinis, in salute omnium procuranda). Het is een bibliografische encyclopedie, gedrukt in twee folio delen aan de Typographia Apostolica Vaticana. Het vertegenwoordigt een gezaghebbende samenvatting van de kennis over de contrareformatie. 
Possevino heeft daarnaast een aantal verhandelingen over Rusland geschreven die minder bekend zijn.
- Bibsys: 4017733
- Biblioteca Nacional de Chile: 000216221
- Biblioteca Nacional de España: XX1307943
- Bibliothèque nationale de France: cb121840038 (data)
- Catàleg d'autoritats de noms i títols de Catalunya: 981058601672206706
- Gemeinsame Normdatei: 118595954
- International Standard Name Identifier: 0000 0001 0908 806X
- Library of Congress Control Number: n83139087
- Nationale Bibliotheek van Letland: 000235347
- Nationale Bibliotheek van Tsjechië: js20020124023
- Nationale bibliotheek van Australië: 35747230
- Nationale Bibliotheek van Israël: 987007307349305171
- Nationale Bibliotheek van Polen: a0000001180962
- Nationale en Universitaire bibliotheek Zagreb: 000378556
- Nederlandse Thesaurus van Auteursnamen: 069323887
- Réseau des bibliothèques de Suisse occidentale: 02-A000132455
- RKD-Nederlands Instituut voor Kunstgeschiedenis: 438025
- Istituto Centrale per il Catalogo Unico: BVEV007505
- LIBRIS: 84611
- SNAC: w6bg52k3
- Système universitaire de documentation: 030423600
- Trove: 1068884
- Union List of Artist Names: 500324316
- Virtual International Authority File: 64050358
- WorldCat: E39PBJfGVCD3HyhwT9dy9DKmVC